# Centro Sismológico Euromediterráneo
El Centro Sismológico Euro-Mediterráneo o CSEM es una organización sin ánimo de lucro científica dedicada a la investigación sismológica. Cuenta con 84 miembros, que son otros tantos institutos sismológicos de 55 países.

## Historia
El CSEM se fundó en 1975, tras la recomendación en ese sentido de la ESC (European Seismological Comission), una de las comisiones de la International Association of Seismology and Physics of the Earth's Interior (IASPEI), que es a su vez una asociación especializada dentro de la International Union of Geodesy and Geophysics (IUGG).
La región euromediterránea presenta una actividad sísmica potencialmente peligrosa. Se hacía necesario un organismo científico que recolectara los datos sismológicos tan en tiempo real como fuera posible, a fin de evaluar los efectos de los seísmos.
El Centro inició su actividad en el marco del Instituto de Física del Globo de Estrasburgo (IPGS) el 1 de enero de 1976, y adquirió su carácter oficial en 1983. Trabaja en la obtención de datos de las estaciones sismológicas (más de 3000) de los países de la región (desde Islandia hasta Yemen) a través de las redes sismológicas nacionales. El CSEM también está consagrado a la promoción de la investigación sismológica.
El CSEM sufrió una reforma importante en 1993, cuando, tras una asamblea extraordinaria celebrada en Roma el 13 de diciembre de 1993, se modificaron sus estatutos. La sede del CSEM se trasladó al Laboratorio de Detección y de Geofísica (LDG) de la Comisaría de Energía Atómica (CEA), ubicado en Bruyères-le-Châtel (Essonne, Francia).
En 1987, el CSEM fue encargado por el Consejo de Europa de suministrarle las alertas sísmicas previstas en el Acuerdo Parcial Abierto (OPA) sobre prevención, protección civil y organización de la asistencia en catástrofes mayores.

## Objetivos
Los principales objetivos del CSEM son :
- Respecto a los datos en tiempo real, mantener y hacer funcionar un sistema de determinaciones rápidas de los epicentros europeos y mediterráneos (para los terremotos mayores con una demora no superior a una hora). El CSEM es responsable de la transmisión inmediata de estos resultados a las autoridades internacionales apropiadas y a sus miembros, para satisfacer las necesidades de la protección civil, las necesidades científicas, y las de información pública.
- Respecto la recolección exhaustiva de datos, determinar los parámetros principales (epicentro, profundidad, magnitud...) de los seísmos localizados en la región euromediterránea, con un número suficiente de datos, y difundir los resultados correspondientes (Boletín Euro-Med).
- Poner sus datos a disposición de los demás centros de datos internacionales, regionales y nacionales (tales como el International Seismological Centre, el National Earthquake Information Service de Estados Unidos, etc.).
- Asegurar el funcionamiento de un banco europeo de datos sismológicos.
- Promover la mejora de los sistemas de observación en la región euromediterránea, a través de la evaluación de la cobertura sismológica, y sugerir métodos para mejorar la calidad de las observaciones y de la circulación de datos.
- Favorecer la cooperación científica entre países europeos y mediterráneos en materia de investigación sismológica, y desarrollar ciertos estudios de interés general: métodos de identificación del épicentrales, establecimiento de curvas de propagación locales y regionales, determinación de las magnitudes...

## Evoluciones debidas a las nuevas tecnologías
El CSEM se apoya, además de en la selección de los datos de las estaciones sísmicas, en los testigos de los seísmos, que son los que antes experimentan los terremotos y los más implicados; y en tecnologías Internet y móviles que permiten obtener en breve plazo informaciones sobre sus efectos. Los afectados o testigos son invitados a llenar un cuestionario on line, disponible en 33 lenguas, y a compartir sus fotos a través de la web.
Las zonas muy dañadas pueden ser cartografiadas gracias a los cierres de sesión que sufren los navegantes en Internet, al quedar desconectados repentinamente en el momento del seísmo. Éste es ahora el medio más rápido para identificar las zonas donde se concentran los daños.
Este método, llamado flash-sourcing, cuesta poco y es fácil de poner en práctica. Su nombre es un reflejo de flash crowd (aumento de tráfico en una web) y de crowd sourcing (trabajo hecho cooperativamente por un grupo de personas). Esta técnica acelera y mejora la información pública cuando hay terremotos, completando las informaciones clásicas de magnitud y localización con una descripción mejorada de los efectos del seísmo. El flash sourcing puede también, al menos en ciertos casos, identificar en tiempo real las regiones fuertemente afectadas y contribuir así a mejorar la eficacia de las operaciones de socorro.
El CSEM ofrece un servicio de información sísmica en tiempo real desde su web, y a través de su servicio de notificación por correo electrónico. Un servicio de alerta automatizada por medio de un robot Twitter (@LastQuake) completa el dispositivo empleado para la información sobre seísmos significativos. Estas iniciativas forman parte del proyecto de sismología ciudadana, que pretende implicar a los ciudadanos en la mejora de la información y la comunicación sobre los seísmos.
Siendo el CSEM un organismo internacional, necesita una lengua de referencia para la difusión de sus informaciones, y ésta es el inglés.

## Proyectos transnacionales
El CSEM interviene en diferentes proyectos sismologiques internacionales o europeos :
- EPOS
- SIGMA
- NERA
- VERCE
- MARsite
- REAKT
- RELEMR